# Li Lingjuan
Li Lingjuan (chinesisch 李玲娟, Pinyin Lǐ Língjuān; * 10. April 1966) ist eine ehemalige chinesische Bogenschützin.

## Karriere
Li Lingjuan nahm 1984 in Moskau an den Olympischen Spielen teil. Nach der ersten Runde lag sie mit 1279 Punkten in Führung und konnte in der zweiten Runde mit 1280 Punkten das zweitbeste Resultat erzielen. In der Gesamtabrechnung platzierte sie sich mit 2559 Punkten hinter Olympiasiegerin Seo Hyang-soon, die mit 2568 Punkten einen olympischen Rekord aufgestellt hatte. Damit erhielt Li die Silbermedaille.